# 学校法人白百合学園 (奈良県)
学校法人白百合学園（がっこうほうじんしらゆりがくえん）は、奈良県生駒市に本部を置く学校法人で、同市で白百合幼稚園を経営している。法人の母体は 大阪府立泉尾高等女学校（現・大阪府立泉尾高等学校、大阪府立大正白陵高等学校）の同窓会組織「白百合会」（現名称「白稜会」）。前身は、白百合会が戦前に設立した「財団法人白百合学園」で、当時、幼稚園から小学校、高等女学校に至る“女子教育の総合学園”構想の一環だった。

## 沿革
- 1926年（大正15年） - 大阪府立泉尾高等女学校の第1回卒業式を挙行。同窓会「白百合会」発足
- 1941年（昭和15年） - 泉尾高等女学校内に「大阪府泉尾臨時教員養成所」を併設。府下5臨時教員養成所のひとつで、ほかは大阪府女子師範学校、大阪府立大手前高等学校、大阪府立堺高等女学校、大阪府立寝屋川高等女学校内に設置された
- 1941年（昭和15年） - 泉尾高等女学校創立20周年にあわせ、郊外学舎「白百合学園」設立を決定。奈良県生駒郡生駒町大字俵口（現在地）で地鎮祭が行われる
- 1942年（昭和17年）4月28日 - 奈良県庁から「白百合幼稚園」開園の許可（通知）。5月1日に開園式（園児約70名）
- 1944年（昭和19年）4月17日 - 幼稚園教諭育成のため、泉尾高等女学校による保育実習が行われる。6月5日以降、泉尾高女の生徒らが疎開する「移住学級」も始まる
- 1945年（昭和20年） - 白百合学園が財団法人となる
- 1948年（昭和23年） - 学制改革に伴い、泉尾高等女学校が「大阪府立泉尾高等学校」となる
- 1952年（昭和27年） - 白百合幼稚園開園10周年
- 1962年（昭和37年） - 開園20周年
- 1972年（昭和47年） - 開園30周年
- 1982年（昭和57年） - 開園40周年
- 1984年（昭和59年）11月21日 - 奈良県庁から「学校法人白百合学園」認可
- 1992年（平成4年） - 開園50周年、記念式典を開く。
- 2002年（平成14年） - 開園60周年